# 水谷彰宏
水谷 彰宏（みずたに あきひろ、1964年4月14日 - ）は、NHKの元エグゼクティブアナウンサー。現フリーアナウンサー (松竹芸能と業務提携)。

## 人物
実家は上野で草履や下駄を商う店、母が邦楽（清元節or常磐津節、どちらか要確認）をやっていたなど、幼い頃から伝統文化や邦楽を身近に育つ。早稲田大学卒業後、1987年入局。東京配属後は、古典芸能関係の番組を担当することが多くなり、演劇鑑賞を趣味とした。名古屋局、宇都宮局勤務経験後は徐々にラジオでの活動に軸足を移すこととなる。
阪神・淡路大震災の際は、臨時に神戸放送局に入って震災の報道を行った。
副部長として勤務していた青森局では、元々はアナウンススタッフ統括として、渡辺英紀が放送部アナウンス担当副部長として配属されていたものの2009年12月、この時期としては異例となる転勤で配属された。
前述の様に古典芸能、演劇など芸能全般に造詣が深い。更に金沢放送局では長年の相撲ファン歴を生かし、夕方ローカルニュース内にて技の実演解説を行った。
好きな食べ物は寿司。
2021年7月末日をもって、早期定年退職制度を利用して退職。以後はフリーアナウンサーとして活動。

## 現在の出演番組
- 蔵出し名人会（NHKラジオ第一、2025年4月 - )

## 過去の出演番組
- NHK紅白歌合戦 (ラジオ第1放送司会、1995年 - 1999年）
- CATVネットワーク 〜すばらしき私の街〜（司会）
- NHK BSニュース（キャスター）
- 歌が生まれるとき（1998年、歌の旅人）
- 頭のゲーム脳ビタくん（1999年3月 - 2000年3月）※土曜特集枠、月1回放送
- スタジオパークからこんにちは (1999年6月18日 - 2000年3月17日）※金曜『アナウンサーにQ』コーナー司会
- ゆうがたチャンス（名古屋局時代、2000年4月 - 2002年3月）
- 集まれパフォーマー!放課後テレビ（2003年度、不定期）
- 首都圏ネットワーク（2005年8月15日 - 19日）真下貴の代理キャスター
- 日本の伝統芸能（ - 2007年3月、宇都宮局勤務の時代にも東北新幹線で東京に出張して担当していた）
- NHKきょうのニュース(ラジオ第1:FM)野村正育の代理キャスター（2015年8月17日 - 21日）
- 昭和ヒット倶楽部(ラジオ第1)（2013年1月放送分 - 2017年3月30日）

※前身の昭和歌謡ショー時代から司会を務めていた。
- 旅ラジ!（セレクション、山田重光と交替）

※過去にも「旅するアナウンサー」として出演経験あり（2006年4月 - ）
- NHK BSニュース
- かがのとイブニング（不定期・キャスター代行など）
- じわもんラジオ（不定期・キャスター）
- 長野パラリンピック開･閉会式（司会）

…ほか多数